# Viviania elegans
Viviania elegans är en tvåhjärtbladig växtart som först beskrevs av Eduard Friedrich Poeppig, och fick sitt nu gällande namn av Karl Friedrich Carlos Federico Reiche och Johow. Viviania elegans ingår i släktet Viviania och familjen Vivianiaceae. Inga underarter finns listade i Catalogue of Life.